# Palocsa
Palocsa (szlovákul Plaveč, lengyelül Pławiec, németül Plautsch) község Szlovákiában, az Eperjesi kerület Ólublói járásában. Hozzá tartozik Kozelec és Palocsaváralja is.

## Fekvése
Ólublótól 20 km-re délkeletre, a Poprád partján fekszik.

## Története
A település valószínűleg már a 12. században is létezett, amikor Kálmán király határőröket telepít erre a vidékre, mely az akkori Magyarország határvidékét képezte.
Palocsát 1269-ben említik először, amikor IV. Béla király Bohumír lovagnak adja Nádasd falut és a hozzá tartozó Palocsa és Zsigra településeket. V. István király később a palocsai uradalmat Detre fia Arnoldnak adja, azonban csak 1294-ig maradt a család birtoka, mert ekkor III. András király elcserélte a szepesi Svábfalva birtokával. A falu története a vár felépülése után szorosan kapcsolódik a vár történetéhez.
A várat a 13. század második felében építtette Szepesi Detre fia Arnold, a Sváby család őse a Kassa-Eperjesi út, valamint a Tarca és a Poprád völgyének ellenőrzésére. A vár alatt az úton vámot is szedtek. 1294-től cserével a királyé, majd 1317-től 1342-ig a Drugetheké, ezután a század második felében ismét a királyé a sárosi ispánság tartozékaként. A 14. század végén a várat a Bebek család szerezte meg, eközben a település mezővárossá fejlődött. 1427-ben jobbágyai 76 porta után adóztak, ezzel a közepes nagyságú városok közé számított. 1433 és 1460 között a várat husziták uralták, ekkortájt – 1456-ban – a város jobbágyai fellázadtak az adóterhek miatt. 1474-ben megint a husziták a vár urai.
A 15. század végén és a 16. század elején a Szapolyiaké, majd 1505-ben vétel útján Lomnici Horváth Mihály a birtokosa. A város további fejlődésén nagyot lendített, hogy 1505-ben vásártartási jogot kapott. 1600-ban 44 háza, vámszedőhelye, malma, temploma, plébániája és iskolája mellett a birtokos Horváth családnak két kúriája is állt a településen. 1631-ben jobbágyai ismét fellázadtak az elviselhetetlen adóterhek ellen. A várat 1707-ben a császáriak sikertelenül ostromolták. 1756-ban a város egy tűzvészben szinte teljesen leégett. A 18. században a Horváth család birtokolta. 1787-ben 64 háza állt.

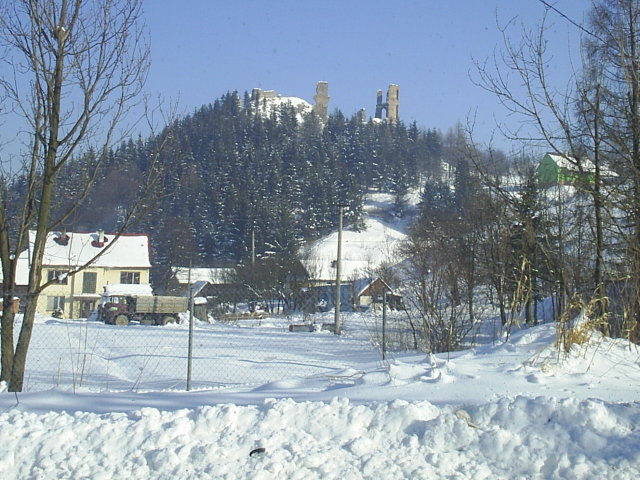
Palocsa várának romjai a falu felett

A 18. század végén Vályi András így ír róla: „PALOCSA. Plavec. Tót mező Város Sáros Vármegyében, földes Ura Báró Palocsay Uraság, lakosai katolikusok, fekszik Poprád vize mellett, hajdani Várának szomszédságában, Ispotállya is van, határja soványos, vagyonnyai sem nevezetesek, második osztálybéli.”
A 19. században a Salamon család tulajdonában találjuk. 1828-ban 130 ház állt a településen. Az 1830-as években restaurálták a várat és lakható várkastéllyá alakították át.
Fényes Elek 1851-ben kiadott geográfiai szótárában így ír a faluról: „Palocsa Plavec, tót m. v., Sáros vmegyében, a Poprád mellett, melly itt hajózható, Szebenhez észak-nyugotra 2 1/2 mfdnyire: 984 kath., 2 evang., 11 zsidó lak. Kath. paroch. templom. Fűrész- és lisztmalom. Sovány szántóföld. Fenyves erdő. A várossal átellenben a Poprád jobb partján egy hegyen láthatni régi várát, melly most is lakható állapotban van. F. u. b. Palocsay-Horváth. Ut. p. Ó-Lubló.”
A vár 1856-ban kiégett, azóta pusztul. A 20. század elején sajtgyár és kőbánya nyílt Palocsán, lakói emellett főként mezőgazdaságból éltek. A trianoni diktátumig Sáros vármegye Héthársi járásához tartozott, azután az új csehszlovák állam része lett.
Palocsát 1945. január 23-án foglalta el a szovjet hadsereg, a harcok során 41 lakóház, 145 pajta és 81 egyéb gazdasági épület vált a tűz martalékává. 1948-ban az árvíz okozott nagy károkat. 1957-ben megalakult a földműves szövetkezet, 1958-ban felépült az új alapiskola, 1967-ben pedig a művelődési ház. 1973-ban új híd épült a Poprádon. 1985-ben tűzoltó egyesület alakult, 1988-ban megépült az új sportpálya, 1990-ben pedig kiépült a vízvezeték-hálózat.

## Népessége
| Év:            | 1994. | 2004.   | 2014.   | 2024.   |
| -------------- | ----- | ------- | ------- | ------- |
| Emberek száma: | 1817  | 1857    | 1835    | 1775    |
| Eltérés:       |       | +2,20 % | -1,18 % | -3,26 % |

| Év:            | 2023. | 2024.   |
| -------------- | ----- | ------- |
| Emberek száma: | 1770  | 1775    |
| Eltérés:       |       | +0,28 % |

1910-ben a falut 1177-en, többségében szlovákok lakták, jelentős magyar kisebbséggel.
2001-ben 1830 lakosából 1817 szlovák volt.
2011-ben 1854 lakosából 1810 szlovák.

## Neves személyek
- Itt született 1892-ben Tomek Vince piarista szerzetes, hittanár, teológus, magyarországi tartományfőnök (provincialis), a piarista rend generálisa.
- Itt szolgált Zsebráczky Géza (1869-1951) plébános, a kelet-szlovákiai szlovják nyelv fő nyelvi ideológusa.

## Nevezetességei
- A Poprád-menti település nevezetessége a folyó túloldalán emelkedő várrom.
- Antiochiai Szent Margit tiszteletére szentelt római katolikus temploma a 13. században épült, eredetileg gótikus épület volt, később reneszánsz stílusban alakították át. 1730-ban barokk stílusban építették át. 1892-ben, 1903-ban és 1936-ban megújították.

## Képgaléria

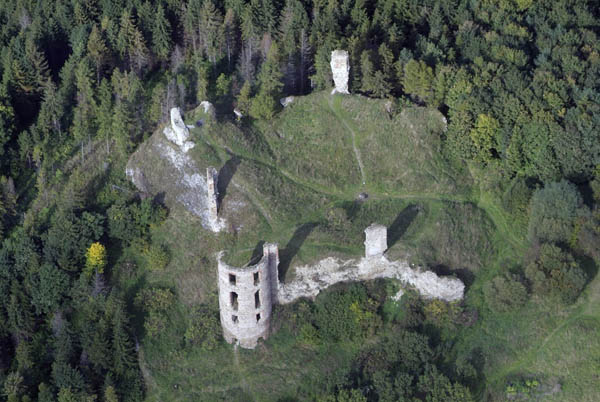
A vár légifotója
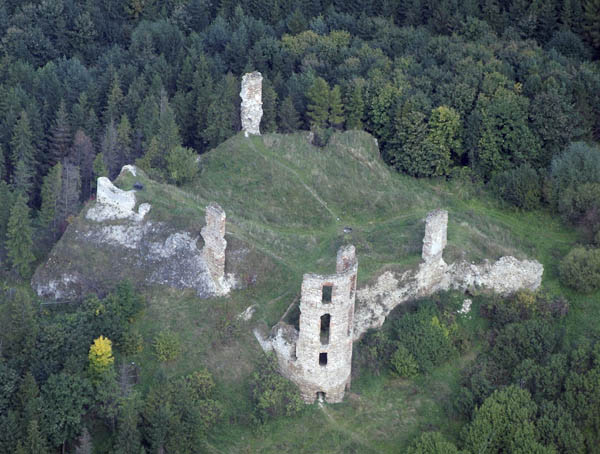